# Клюзель, Софи
Софи́ Клюзе́ль (фр. Sophie Cluzel; род. 7 января 1961) — французская предпринимательница, активистка и политик, государственный секретарь по делам лиц с ограниченными возможностями (2017—2022).

## Биография
Внучка генерала Мари-Эжена Дебни и геолога Пьера Термье.
Окончила высшую коммерческую школу в Марселе (впоследствии этот вуз был реорганизован в бизнес-школу KEDGE), вошла в число учредителей двух неправительственных организаций, призванных улучшать условия жизни лиц с ограниченными возможностями: SAIS 92 и Grandir à l'école.
Софи Клюзель и её муж Брюно — родители четверых детей. По состоянию на 2017 год старший сын, Тома, жил в Мексике, дочь Камиль — в Женеве, Пьер получил степень магистра в спортивном менеджменте и тоже жил отдельно от родителей. Младшая — Джулия — родилась в 1995 году с синдромом Дауна, в возрасте 21 года начала работать на кухне Елисейского дворца. Софи Клюзель в течение трёх лет руководила военно-морской верфью во Флориде, после рождения Джулии стала управлять сетью бутиков Descamps.
В 2011 году Софи Клюзель избрана президентом Национальной федерации ассоциаций учащихся в положении ограниченных возможностей FNASEPH (Fédération nationale des associations au service des élèves présentant une situation de handicap), некоторое время работала в руководстве Unapei — Национального союза ассоциаций родителей неадаптивных детей (Union nationale des associations de parents d’enfants inadaptés).
17 мая 2017 года вступила в должность государственного секретаря по делам лиц с ограниченными возможностями при формировании первого кабинета Эдуара Филиппа.
21 июня 2017 года сохранила должность во втором правительстве Филиппа.
6 июля 2020 года после отставки Эдуара Филиппа было сформировано правительство Кастекса, в состав которого 26 июля вошли одиннадцать государственных секретарей, включая Клюзель, сохранившую прежнюю должность.
7 мая 2021 года после провала переговоров с представителем «Республиканцев» Рено Мюзелье о выдвижении единого списка кандидатов возглавила список партии «Вперёд, Республика!» на предстоявших в июне выборах в регионе Прованс — Альпы — Лазурный Берег.
13 мая 2021 года Клюзель по итогам внутрипартийных согласований объявила об отказе от выдвижения в регионе списка ВР! и о поддержке правоцентристского списка во главе с Мюзелье, который включает также отдельных представителей президентской партии. Важную роль в принятии данного решения сыграла политическая ситуация — согласно опросам общественного мнения, за несколько недель до предстоящих 20 июня региональных выборов наибольшей поддержкой в регионе Прованс — Альпы — Лазурный Берег пользуется Национальное объединение, чей местный список возглавляет Тьерри Мариани, что потребовало консолидации умеренных правых сил.
20 мая 2022 года было сформировано правительство Элизабет Борн, в которм Клюзель не получила никакого назначения.

## Награды
Имеет государственные награды Франции:
- Кавалер ордена «За заслуги» (2002)
- Кавалер ордена Почётного легиона (2008)
- Офицер ордена Почётного легиона (2016)